# 1964 год в науке
В 1964 году были различные научные и технологические события, некоторые из которых представлены ниже.

## Достижения человечества

### Открытия
- М. Гелл-Маном[1] и Г. Цвейгом[2][3] была предложена модель кварков. Согласно этой модели, все сильно взаимодействующие частицы (мезоны, барионы, резонансные частицы) состоят из особых «субчастиц» с дробными электрическими зарядами — кварков трёх типов, а также соответствующих античастиц (антикварков).
- 19 января — Фридрих Швассман, немецкий астроном, открыл периодические кометы 29P/Швассмана — Вахмана, 31P/Швассмана — Вахмана и 73P/Швассмана — Вахмана.

### Изобретения
- Восьмидорожечная кассета: Уильям Лир.

### Новые виды животных
- Животные, описанные в 1964 году

## Награды
- Нобелевская премия
  - Физика — Чарлз Хард Таунс, Николай Геннадиевич Басов, Александр Михайлович Прохоров «За фундаментальные работы в области квантовой электроники, которые привели к созданию излучателей и усилителей на лазерно-мазерном принципе».
  - Химия
  - Физиология и медицина

- Премия Бальцана

- Большая золотая медаль имени М. В. Ломоносова
  - Синъитиро Томонага (член Японской академии наук, президент Научного совета Японии) — за научные труды, явившиеся значительным вкладом в развитии физики.
  - Хидэки Юкава (член Японской академии наук, директор Института фундаментальных исследований при Университете Киото) — за выдающиеся заслуги в развитии теоретической физики.
- Другие премии АН СССР:
  - Премия имени В. Г. Белинского[4]
    - Александр Иванович Овчаренко, доктор филологических наук, заведующий сектором по изучению творчества М. Горького ИМЛИ АН СССР — за книгу «Публицистика М. Горького».

## Скончались
- 15 декабря — Сергей Иванович Ожегов, автор толкового словаря, выдержавшего 27 изданий на протяжении 48 лет.